# Système éducatif en République centrafricaine
L'éducation en Centrafrique, ou système éducatif de la République Centrafricaine, concerne l'ensemble des institutions publiques et privées de Centrafrique ayant pour fonction d'assurer et de développer le système éducatif sur l'ensemble du territoire du pays.
Le système scolaire centrafricain est en majorité public, laïc, gratuit et il est obligatoire de l'âge de 6 ans jusqu'à 16 ans.

## Historique
Pour des raisons pratiques et afin de mieux comprendre les changements des systèmes éducatifs centrafricains au cours des siècles, il est préférable de diviser les périodes concernant l'éducation en deux ères majeures: pré-coloniale et post-coloniale.

### Période précoloniale
Il existe très peu de sources sur l'éducation dans ce qui est actuellement le territoire de la République centrafricaine avant la période coloniale, à partir de 1884. Le territoire n'ayant jamais connu de division administrative précise, archivée et durable, il est extrêmement douteux de parler de « système éducatif » avant la fin du XIXe siècle. On parlera plutôt de « pratique éducative ».
Néanmoins, l'éducation dans la période précoloniale est marquée par le système traditionnel; le rapport de stratégie nationale du secteur de l'éducation du gouvernement centrafricain (2008) note l'homogénéité des pratiques en matière d'éducation traditionnelle sur le futur territoire de la République centrafricaine :

« Toutes les communautés accordent une grande importance à la formation de l’enfant, considéré comme un don de Dieu, et destiné à perpétuer la lignée familiale. L’enfant est formé avec beaucoup de rigueur afin qu’il soit apte à s’assumer et à défendre sa communauté. L’éducation et la formation assurent d’une part, la promotion des valeurs humaines, et favorisent d’autre part, la socialisation de l’individu par le respect d’un code moral très strict. Bien que non formalisé, ce système est très bien structuré aux plans organisationnel et normatif. »

### Période postcoloniale
À partir de 1949, des plans « d'éducation de base » (lecture, écriture, calcul, hygiène, alimentation, activités physiques etc.) sont mis en place par le Sous-Comité d'éducation de base de la Commission de la République française pour l'éducation, la science, la culture, et par la Commission des problèmes humains du Commissariat général au Plan d'équipement.
Le village de Boykota fut alors sélectionné pour recevoir une de ces missions d'éducation de base, car il se situe sur la route de Dékoa à Grimari et comptait 470 habitants appartenant au groupe ethnique Mandja.
En 1972, on comptait 25 % d'inscrits au primaire, dont 75 % abandonnaient en cours d'année ce cursus scolaire. Un des problèmes alors mis en lumière par la chercheuse Rolande Mingasson est que le contenu même des programmes scolaires correspond rarement aux attentes et aux besoins des populations locales, rurales comme citadines.
Depuis les années 1980, le pourcentage des dépenses publiques allouées à l'éducation ne cesse de décroître, passant de 2,6 % en 1987 à 1,2 % en 2010 (son niveau historique le plus bas depuis la création d'un état en centrafrique).
De 2009 à 2015, un plan international de la Banque Mondiale alloue 37 596 702 $ pour la mise en œuvre du programme d'éducation en Centrafrique. L'UNICEF, de son côté décaisse un peu plus de 20 000 000 $ de 2013 à 2020. Sur la période 2018-2020, seuls 872 243 $ ont été décaissés sur les 6 320 000 $ alloués par l'ONG humanitaire. Ce financement accéléré visait à permettre au gouvernement de mener une variété d’actions auprès d'élèves de maternelle et du primaire, comme l’instauration de salles de classe dans les zones où sont situées les familles déplacées, la fourniture de matériels pédagogiques et de repas, la construction d’infrastructures d’accès à l’eau, d’assainissement et d’hygiène. Les enfants déplacés et ceux des communautés voisines bénéficient en principe de ce soutien; mais la raison pour laquelle la totalité du fonds alloué n'a pas été utilisée n'est pas claire.
Ces actions locales et ponctuelles, telles que la construction de maternelles semi-permanentes sous des tentes ou la construction de latrines et de puits à eau, ne se substituent en aucun cas à l'action publique de l'état centrafricain sur une longue durée.

### Après 2013
La crise politique et militaire centrafricaine de 2013 a eu des effets extrêmement négatifs sur le système éducatif dans tout le pays. Le manque d'enseignants est le problème le plus rapporté dans les années qui suivent immédiatement le conflit (49 % des cas d'incapacité de fournir l'enseignement localement). Et malgré une croissance du taux de population parmi les plus élevés au monde (avoisinant les 4 %/an) l'année 2013-2014 a connu une baisse significative des inscriptions à l'école primaire (-6 %) liée directement aux effets de cette instabilité nationale.

## Enseignement supérieur et universitaire

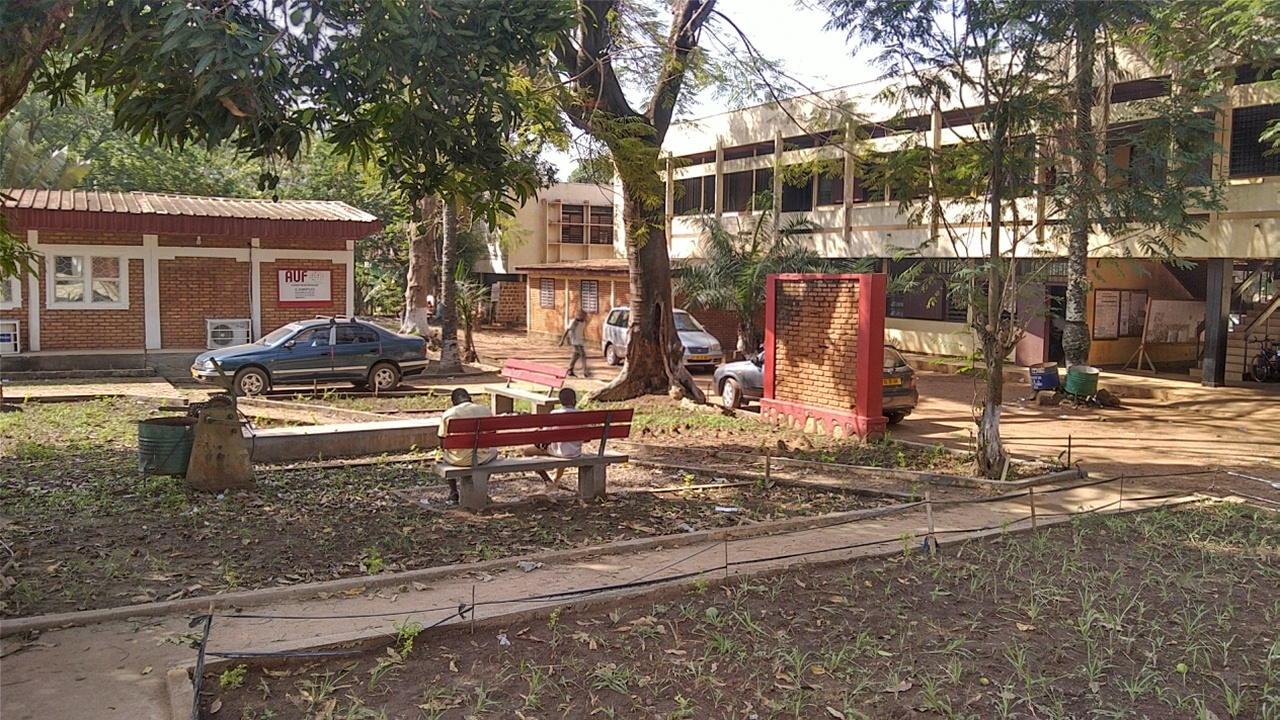

Le cursus universitaire dure de 2 à 8 ans, divisés en 2 ans de licence (Licence 1, 2), 2 ans de Master (Maîtrise) et 2 ans de Doctorat. Le pourcentage d'accédants à l'éducation universitaire est négligeable et concerne, pour ainsi dire, uniquement les futures catégories dirigeante et universitaire du pays.

## Éducation des pygmées
Comme d'autres pays d'afrique, la Centrafrique compte des populations de pygmées; principalement des Aka (et leur sous-branche culturelle, les Babénzélé). Étant nomades, ils ont de tout temps posé des problèmes logistiques aux systèmes éducatifs successifs en présence, amenuisant ainsi leurs chances d'en faire partie.
Néanmoins, les nomades Aka ne sont pas dépourvus d'un système éducatif social interne et pluri-centenaire. La question de leur éducation dans un système formel étatique tient donc plus de leur intégration à la République centrafricaine qu'à leur propre développement communautaire.

## Propositions et solutions apportées
En décembre 2019, le Ministère de l’Enseignement Primaire et Secondaire a inauguré un système d'apprentissage par radio et en langue sango (traduit du français). Il permettrait à certaines populations déplacées de suivre des cours à distance et ainsi de ne pas totalement perdre pied avec le cursus académique, en vue de la reprise d'une scolarité classique après la fin des conflits ou au retour dans leur région des populations concernées.